# Piedrafita (Guitiriz)
Piedrafita (llamada oficialmente San Mamede de Pedrafita) es una parroquia española del municipio de Guitiriz, en la provincia de Lugo, Galicia.

## Organización territorial
La parroquia está formada por quince entidades de población, constando catorce de ellas en el nomenclátor del Instituto Nacional de Estadística español:

## Entidades de población
- Abeledo (O Abeledo)
- Cabanarril
- Carballedo (O Carballedo)
- Corredoiros (Os Corredoiros)
- Lavandeira
- Navallo (O Navallo)
- Outeiro (O Outeiro)
- Pena dos Diñeiros (A Pena dos Diñeiros)
- Penas de Gulfe
- Pereiro (O Pereiro)
- Rego do Ameneiro
- Romariz
- Tomboliño
- Vieiro
- Ximarás*

## Demografía
| Gráfica de evolución demográfica de Pedrafita entre 2000 y 2020 |
|                                                                 |
| Datos según el nomenclátor publicado por el INE.                |